# 러시아 헌법

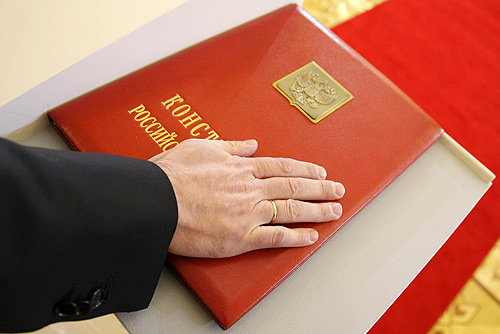
2008-05-07

러시아 연방 헌법(러시아어: Конститу́ция Росси́йской Федера́ции)은 1993년 12월 12일에 제정된 러시아 헌법이다. 이것은 1978년 4월 12일에 제정된 소련의 헌법을 대체했다. 등록된 유권자 중 5818만 7755 명(54.8%)이 투표에 참가했으며, 이 중 3293만 7630 명(54.5%)이 새로운 헌법을 도입하는 데 찬성했다.

## 구성
러시아 헌법은 2개의 항목으로 구성되어 있다.

## 개헌

### 2020년 개헌
2020년 블라디미르 푸틴 대통령이 제시한 헌법 수정안이 국민투표에서 통과되며 개헌이 이루어졌다.

## 같이 보기
- 러시아 헌법 (1906년)